# Coras medicinalis
Coras medicinalis là một loài nhện trong họ Amaurobiidae.
Loài này thuộc chi Coras. Coras medicinalis được Nicholas Marcellus Hentz miêu tả năm 1821.

## Hình ảnh

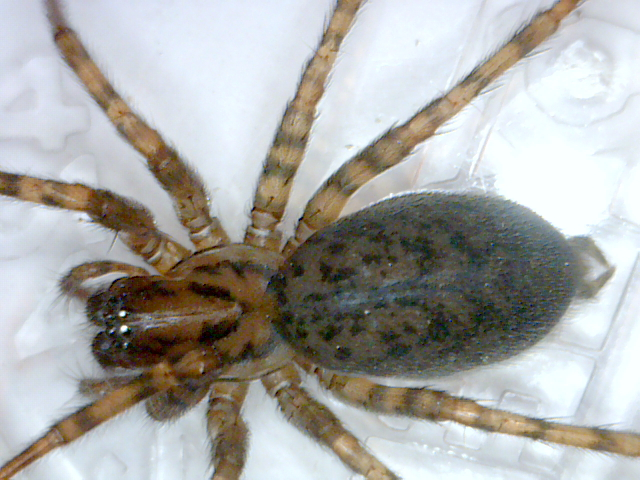
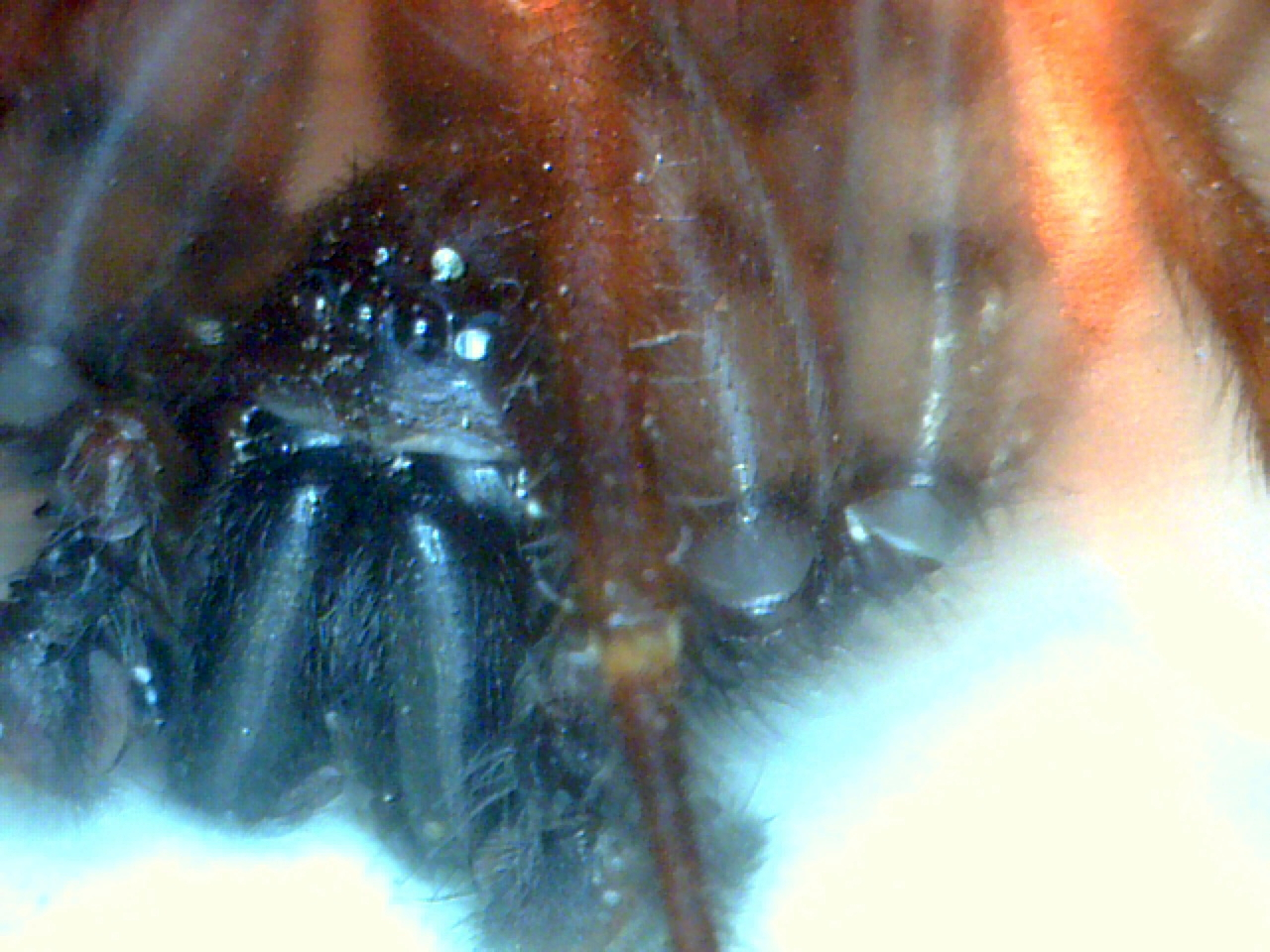
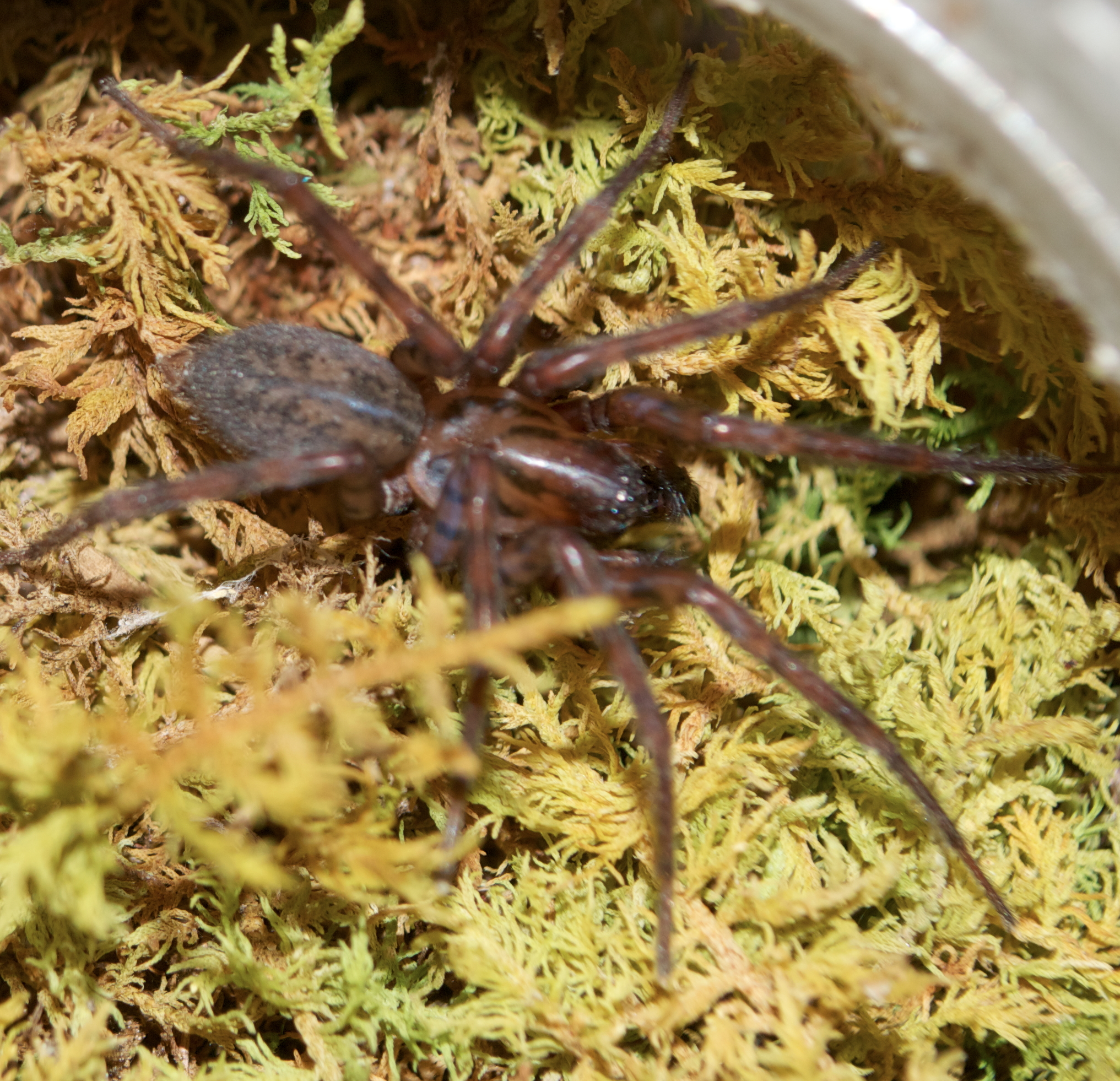
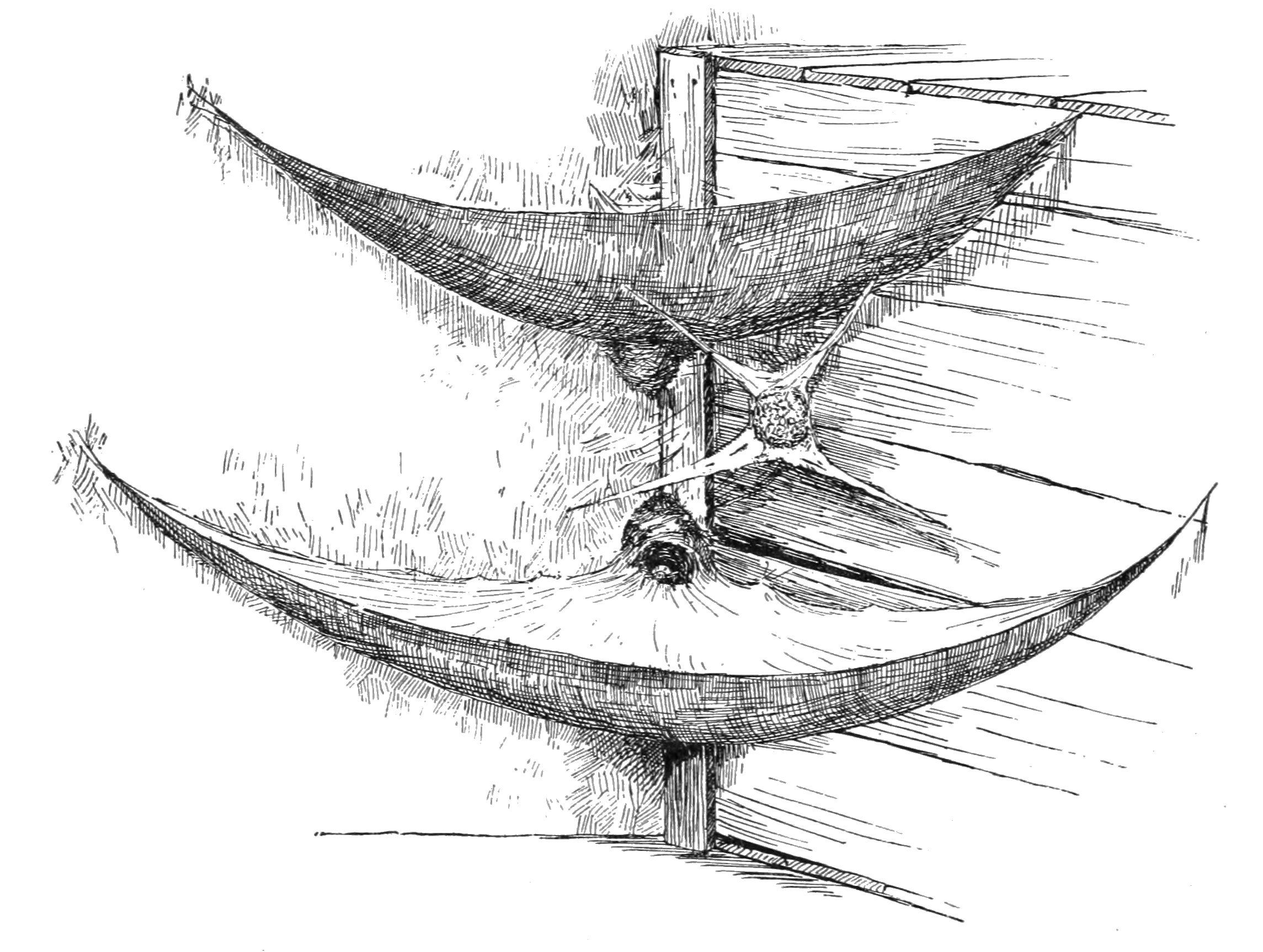